# HD80097
HD80097 — подвійна зоря. 
Дана подвійна система має видиму зоряну величину в смузі V приблизно 9,9.

## Подвійна зоря
Головна зоря цієї системи належить до хімічно пекулярних зір й має спектральний клас F1.
Інша компонента має спектральний клас Зорі спектрального класу .